# Living for Love
Singles de Madonna
Turn Up the Radio
(2012) Ghosttown
(2015)
Pistes de Rebel Heart
Devil Pray
(2)
Living For Love est une chanson de l'artiste américaine Madonna extraite de son treizième album Rebel Heart (2015). Elle a été écrite et produite par Madonna et Diplo, avec la participation de Maureen McDonald, Toby Gad, and Ariel Rechtshaid. Originellement prévue pour la Saint-Valentin, la chanson est sortie le 20 décembre 2014 sur iTunes, à la suite des fuites des démos sur Internet. Le même jour, "Living For Love" devient le premier single de l'album. Chanson électronique, avec des sons house, elle contient également des percussions, un piano et une chorale gospel.
Madonna a composé la piste comme une chanson de rupture, tout en parlant du fait de se sortir des ténèbres et de toujours croire en l'amour malgré les blessures. "Living For Love" a reçu des critiques plus qu'élogieuses, applaudissant le rythme de la chanson et ses paroles. Aux États-Unis, cette chanson est devenue la 44e chanson de Madonna à atteindre la première place du Billboard Dance Club Songs.
Pour le clip vidéo sorti le 5 février 2015, Madonna a fait appel au duo français J.A.C.K. (Julien Chopart et Camille Hirigoyen). Madonna a interprété cette chanson en live pour la première fois à la 57e Cérémonie des Grammy Awards.

## Écriture et développement
"Living For Love" a été écrite et produite par Madonna et Diplo, avec la participation de Maureen McDonald, Toby Gad, Ariel Rechtshaid et U. Emenike. En mai 2014, via son compte Instagram, Madonna a dévoilé sa collaboration avec Diplo. À la suite de rencontres furtives et quelques SMS, ils ont finalement décidé de travailler ensemble et ont écrit ensemble 7 chansons (5 ont été retenues pour l'album). 
En octobre 2014, c'est au tour de la chanteuse Alicia Keys d'annoncer sa participation au nouvel album de Madonna. Alors que les réseaux sociaux parlaient déjà d'un futur duo, Alicia Keys joue finalement du piano dans la chanson, enregistrée dans le studio de la chanteuse. C'est Madonna qui a demandé à Keys de jouer du piano, alors que celle-ci passait seulement un jour dans le studio. Les chœurs sont assurés par le London Community Gospel Choir, dirigé par Ariel Rechtshaid. La voix soliste est celle d'Annette Bowen, dite Annie.
Madonna a composé cette chanson comme une chanson de rupture, en lui donnant un message d'espoir, en disant : « Beaucoup de gens écrivent sur être amoureux ou avoir un cœur brisé. Mais personne n'écrit d'avoir un cœur brisé et d'être plein d'espoir pour sortir triomphant. Alors j'ai pensé, comment faire cela ? Je ne voulais pas partager le sentiment d'être une victime. Ce scénario m'a dévastée mais m'a rendue plus forte ». Elle a ajouté que « Living For Love » était « l'ancien moi et le nouveau moi mélangés ensemble ».

## Clip vidéo
Pour le clip vidéo, Madonna fait appel au duo français J.A.C.K. (Julien Choquart et Camille Hirigoyen), à la suite de leur travail sur le clip Saint Claude de Christine and the Queens, que Madonna a dit admirer. Le clip a été diffusé sur l'application Snapchat, le 5 février 2015, faisant de Madonna la première artiste à dévoiler un clip via ce réseau.
Madonna renoue avec l'image et l'esthétique de la tauromachie, thème abordé auparavant dans les clips de Take a Bow (1994) et You'll See (1995). Des œuvres de l'artiste britannique Francis Bacon ont également inspiré la chanteuse.
Dans ce clip, Madonna prend l'image d'une matador dominatrice, évoluant dans un décor rouge, où elle tente de repousser des hommes à cornes de taureau et aux masques pailletés qui l'attaquent. Elle y porte un costume de torero mais également des corsets stylisés. À la fin du clip, elle finit par vaincre tous les hommes, qui sont recouverts de roses. Le clip se termine par une citation de Friedrich Nietzsche, issue de Ainsi parlait Zarathoustra : « Man is the cruelest animal. At tragedies, bullfights and crucifixions, he has felt best on earth. And when he invented hell for himself, that was his very heaven. » (« L'homme est le plus cruel de tous les animaux. C’est en assistant à des tragédies, à des combats de taureaux et à des crucifixions que, jusqu’à présent, il s’est senti le plus à l’aise sur la terre ; et lorsqu’il s’inventa l’enfer, voici, ce fut là son ciel sur la terre. »)
Le clip reçoit des critiques très favorables, le comparant à ces anciens tubes comme Express Yourself (1989), avec l'image de la femme dominant les hommes, ou encore Open Your Heart (1986) ou Hung Up (2005). Madonna renoue avec des images esthétiques et des chorégraphies stylisées. Certaines critiques ont dit que ce clip était le meilleur de Madonna depuis une décennie.

## Performance live
Madonna a interprété Living for Love lors de la 57e cérémonie des Grammy Awards, le 8 février 2015, avec une esthétique et une mise en scène semblables à celles du clips : Madonna, vêtue d'une tenue rouge rappelant un toréro, évolue sur un cercle rouge et est attaquée par des danseurs-minotaures. À la fin de la prestation, Madonna s'envole dans les airs grâce à un harnais.
Le 25 février 2015, Madonna est chargée de clore les BRIT Awards avec Living for Love. La prestation reprend dans les grandes lignes celle des Grammy, avec un changement de tenue pour Madonna et l'ajout de deux danseuses habillées en matadors. La prestation se termine comme le clip : Madonna brandit les cornes qu'elle vient d'arracher à un danseur. Au début de son numéro, Madonna portait une longue cape que les danseurs devaient arracher, mais elle n'a pas eu le temps de la détacher, ce qui a entraîné une chute.
Le 2 mars 2015, l'équipe du Grand Journal organise un numéro spécial Madonna. À la fin de l'émission, la chanteuse interprète une version remixée de Living for Love. Aux danseuses matadors et aux danseurs minotaures s'ajoute un pianiste. Le même remix et la même mise en scène ont été utilisés lors de l'émission britannique The Jonathan Ross Show, diffusée le 14 mars, ainsi que chez Ellen DeGeneres le 17 mars.